# Candy (chanson de Crystal Kay)
Pour les articles homonymes, voir Candy.
Singles de Crystal Kay
I Like It
(2003) Can't be Stopped
(2003)
Candy est le 12e single de la chanteuse Crystal Kay sorti sous le label Sony Music Entertainment Japan le 22 octobre 2003 au Japon. Il atteint la 21e place au classement de l'Oricon et reste classé cinq semaines.
Candy se trouve sur l'album 4 Real et sur la compilation Best of Crystal Kay.

## Liste des titres
| 1. | Candy                               | YOSHIKA                                                                | YOSHIKA         | 4:22 |
| 2. | Hard to Say (acoustic version)      | Crystal Kay, SPHERE of INFLUENCE, SORA3000, ☆Takahashi Taku and H.U.B. | ☆Takahashi Taku | 5:21 |
| 3. | Eternal Memories (acoustic version) | Hiroshi Kuraiti                                                        | Yōko Kanno      | 5:13 |